# João Bonifácio Gomes de Siqueira
João Bonifácio Gomes de Siqueira (Jaraguá, 15 de maio de 1816 — Goiás, 17 de julho de 1901) foi um político brasileiro.

## Biografia
Filho do tenente-coronel Joaquim Gomes de Siqueira e dona Maria Raimunda Rodrigues de Morais, seu tio materno sendo Teodoro Rodrigues de Morais. Nasceu na cidade de Jaraguá no dia 13 de maio de 1816. Formou-se na Faculdade de Direito de São Paulo, e foi o primeiro goiano, filho de pais goianos, formado em Direito, e o segundo a freqüentar um curso de nível superior. Depois da formatura voltou para Jaraguá onde se casou com Ana Lina da Fonseca, que era sua prima, e filha de Francisco Augusto de Faria Albernaz e Emerenciana Rodrigues de Morais. Na antiga capital do Estado, cidade de Goiás, exerceu diversos cargos, como o de Chefe Geral da Polícia, Vice-Presidência da Província de Goiás, Juiz. Em várias ocasiões assumiu a presidência da Província. Foi ainda Deputado Provincial, e com a proclamação da República em 1889, foi nomeado Governador do Estado de Goiás, cargo que ocupou até 1891. Eleito deputado na Constituinte do Estado, presidiu a Assembléia que promulgou a Constituição política. Viúvo, casou-se uma segunda vez com Luíza Maria Rodrigues de Morais, com quem teve dois filhos: Dr. João Bonifácio Gomes de Siqueira Filho (Juiz de Direito, formado na Universidade de Direito em São Paulo; Procurador da República em Goyaz) e, por outro lado, o grande poeta e intelectual goiano Joaquim Bonifácio Gomes de Siqueira (membro da Academia Goiana de Letras).
Foi presidente da província de Goiás, de 1 de agosto a 8 de outubro de 1857, de 5 de novembro de 1862 a 8 de janeiro de 1863, de 5 de abril de 1864 a 27 de abril de 1865, e de 30 de março a 20 de maio de 1891.
Faleceu na cidade de Goiás, no dia 17 de julho de 1901, aos 85 anos de idade.